# Agathia brabanti
Agathia brabanti är en fjärilsart som beskrevs av Thierry-mieg 1915. Agathia brabanti ingår i släktet Agathia och familjen mätare. Inga underarter finns listade i Catalogue of Life.